# Nikolai Lopatnikoff
Nikolai Lvóvitx Lopatnikov, rus: Николай Львович Лопатников, conegut habitualment com a Nikolai Lopatnikoff (16 de març de 1903, Tallinn - 7 d'octubre de 1976, Pittsburgh, Pennsilvània) fou un compositor, professor de música i professor universitari russoestatunidenc.

## Biografia
Lopatnikoff va estudiar teoria musical i piano al Conservatori de Sant Petersburg (amb Aleksandr Jitómirski fins que la seva família va fugir a Hèlsinki el 1917 abans de la Revolució Russa. A Hèlsinki va continuar els seus estudis a l'Acadèmia Sibelius fins al 1920.
La seva família s'havia establert a Heidelberg el 1921, des d'on va començar a estudiar enginyeria a la Universitat Tècnica de Karlsruhe i s'hi va graduar el 1927. Al mateix temps estudià composició amb Ernst Toch, Hermann Grabner i Willy Rehberg a Mannheim, al conservatori local, i també a Berlín. L'èxit de la carrera de compositor que va començar al mateix temps va alliberar Lopatnikoff de la necessitat de treballar com a enginyer.
El primer èxit notable de Lopatnikoff va ser el seu Concert núm. 1 per a piano, interpretat per primera vegada a Colònia el 1925 per Hans Bruch (i dirigit per Hermann Abendroth). El 1927, quan participava al festival "Música de cambra alemanya de 1927" a Baden-Baden, Lopatnikoff va conèixer Aaron Copland i Serge Koussevitzky; Koussevitzky va encarregar a Lopatnikov que organitzés un arranjament orquestral del scherzo interpretat al festival per un piano mecànic, i més tard el va incloure al programa de l'Orquestra Simfònica de Boston. El 1929, el quartet de corda de Lopatnikoff fou guardonat amb el Premi Beliàiev a París. El mateix any es va produir l'estrena de la Primera Simfonia, un any després guardonada amb el Premi de Radiodifusió d'Alemanya. L'última obra important completada per Lopatnikoff en el període alemany va ser l'òpera Danton, l'estrena de la qual, prevista per a 1933, no va tenir lloc a causa de l'arribada dels nazis al poder.
El 1936, Lopatnikoff va abandonar Alemanya i es va instal·lar tres anys a Londres, on donà lliçons particulars i col·laborà com a arranjador amb la BBC. El 1939 es va traslladar als Estats Units i el 1944 va rebre la ciutadania estatunidenca.
Als anys quaranta, diverses obres de Lopatnikoff van obtenir el reconeixement d'experts estatunidencs. L'Opus Sinfonicum (1942, segona edició) va guanyar el concurs de l'Orquestra de Cleveland. La Segona sonata per a violí (1948), interpretada per primer cop per Joseph Fuchs i Artur Balsam, va rebre una molt elogiosa ressenya per part del destacat crític musical Virgil Thomson.
El 1963 va ser elegit membre de l'Acadèmia Americana de les Arts i les Lletres.
Fins a la seva retirada el 1969, va ensenyar teoria musical i composició a la Universitat Carnegie Mellon. Després es va traslladar a Nova York, on va morir el 1976. El seu llegat es troba a la Biblioteca del Congrés.